# Le Troupeau
Pour les articles homonymes, voir Troupeau (homonymie).
Pour plus de détails, voir Fiche technique et Distribution.
Le Troupeau (Sürü en langue originale) est un film turc réalisé par Yılmaz Güney et Zeki Ökten sorti en 1979. Le long-métrage a été réalisé pendant que Yılmaz Güney était retenu en prison, condamné à 15 ans pour avoir été mêlé à une affaire de meurtre. Il est présenté en sélection officielle au Festival de Locarno en 1979 où il remporte le Léopard d'or.

## Synopsis

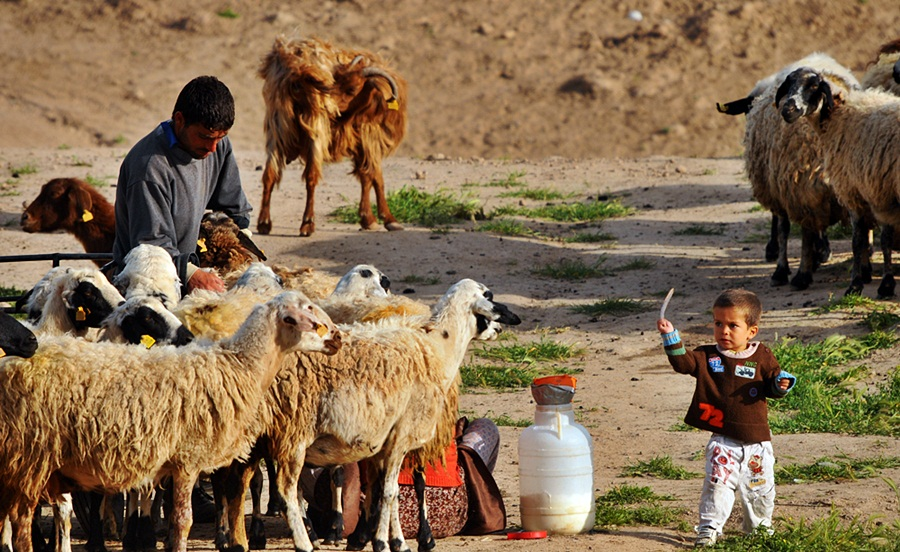
Troupeau de moutons près de Bismil dans le sud-est de la Turquie, 2011.

Le film commence dans les montagnes du Botan, au Kurdistan de Turquie, là où les tribus kurdes semi-nomades vivent encore essentiellement de l'élevage. Şivan est le fils de Hemo, l'un des chefs de la tribu des Veysikan. Contre l'avis de son père, il a épousé Berivan, une fille d'une tribu ennemie, les Halîlan. Trois ans ont passé. Berivan est tombée trois fois enceinte, mais elle a perdu à chaque fois son enfant. Hemo, son beau-père, est persuadé qu'elle porte malheur à la tribu, et en rend son fils responsable. Par désespoir, la jeune épouse devient muette.
Mais les temps changent. La puissance des tribus nomades n'est plus qu'un souvenir. Les Veysikan sont endettés. Hemo décide d'envoyer ses troupeaux à Ankara pour les vendre. Il se charge lui-même de la mission,accompagné de ses fils et de Berivan, pour laquelle Şivan compte trouver un médecin dès leur arrivée dans la capitale turque. Ils se mettent en route pour Siirt, pour faire embarquer le troupeau sur le train. Mais l'expédition commence mal : en pleine ville, un groupe de Halîlan déclenche une fusillade, et deux Veysikan sont tués.
L'embarquement a tout de même lieu. Mais les déboires vont s'accumuler pendant le voyage : vols, épizootie, crise d'épilepsie de l'un des fils. Pour Hemo, c'est toujours Berivan qui est responsable de tous les malheurs. Au bout du voyage, c'est un troupeau affaibli et amoindri qui arrive à Ankara, ce qui mécontente évidemment l'acheteur, qui propose un prix bien inférieur à celui qui avait été convenu.
Mais la famille du chef de tribu n'est pas au bout de ses peines. La seule famille de lointains parents, sur laquelle Hemo comptait, vit dans des conditions précaires et se révèle d'un piètre secours. Le médecin, lui, montre peu de patience devant le mutisme et la timidité de Berivan, qui va d'ailleurs mourir subitement. Şivan explose de rage et de désespoir, et, pris pour un fou, est emmené par la police. Hemo décide de rentrer chez lui, seul avec le fils qui lui reste, Suleyman. Mais, au milieu l'immense foule de la métropole, le vieux chef de tribu se retrouve soudain tout seul, complètement perdu.

## Fiche technique
- Titre : Le Troupeau
- Titre original : Sürü
- Réalisation : Yılmaz Güney et Zeki Ökten
- Scénario : Yılmaz Güney
- Musique : Zülfü Livaneli
- Montage : Özdemir Aritan
- Production : Yılmaz Güney
- Pays d’origine :  Turquie
- Genre : drame
- Durée : 129 min (2 h 9)
- Date de sortie : mars 1979  Turquie

## Distribution
- Tarık Akan : Sivan
- Melike Demirağ (de) : Berivan
- Levent İnanır : Silo
- Tuncel Kurtiz : Hamo
- Yaman Okay : Abuzer

## Récompenses
- 1979 : Léopard d'or du meilleur long métrage au Festival de Locarno

## Autour du film
Le film est tourné dans la région de Pervari, dans la province de Siirt.

## Commentaires
L'Encyclopaedia Universalis décrit ce film comme une dénonciation de l'archaïsme patriarcal de la société rurale turque ; il montre aussi, à travers une véritable « marche vers la mort », l'extinction du monde nomade au contact de la civilisation urbaine.
Yılmaz Güney explique que le contexte politique en Turquie ne lui a pas permis de présenter explicitement ses personnages comme Kurdes, ce qu'ils sont : « Le Troupeau, en fait, est l'histoire du peuple kurde mais je ne pouvais même pas employer la langue kurde dans ce film ; si nous avions employé la langue kurde, tous ceux qui ont participé à ce film auraient été envoyés en prison ».